# شرکت تولیدی کرنهولم
شرکت تولیدی کرنهولم (به استونیایی: Kreenholmi Manufaktuur) یک شرکت نساجی در کشور استونی است.
این شرکت در جزیره کرینهولم در میان رود ناروا در شهرستان ایدا-ویرو و در نزدیکی مرز استونی و روسیه قرار دارد.
شرکت کرنهلوم در سال ۱۸۵۷ میلادی تأسیس شده است که در زمان راه‌اندازی با داشتن ۳۲٬۰۰۰ جریب (نزدیک به ۱۳٬۰۰۰ هکتار) زمین و ۱۲٬۰۰۰ کارمند از بزرگترین شرکت‌های نساجی بوده است.

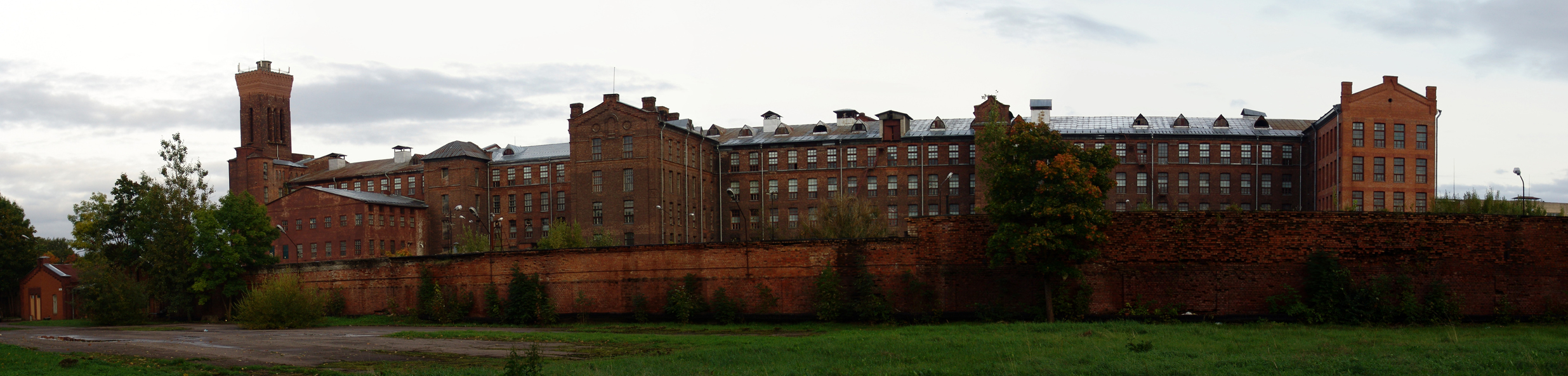
شرکت تولیدی کرنهولم